# Еллен Еглін
Еллен Еглін (1849 — після 1890) — афроамериканська винахідниця, яка винайшла віджимач одягу для пральних машин.
Елен Еглін народилася в 1849 році у Вашингтоні, округ Колумбія. Живучи в окрузі Колумбія, Еглін заробляла на життя працюючи економкою та урядовим секретарем.

## Винахід

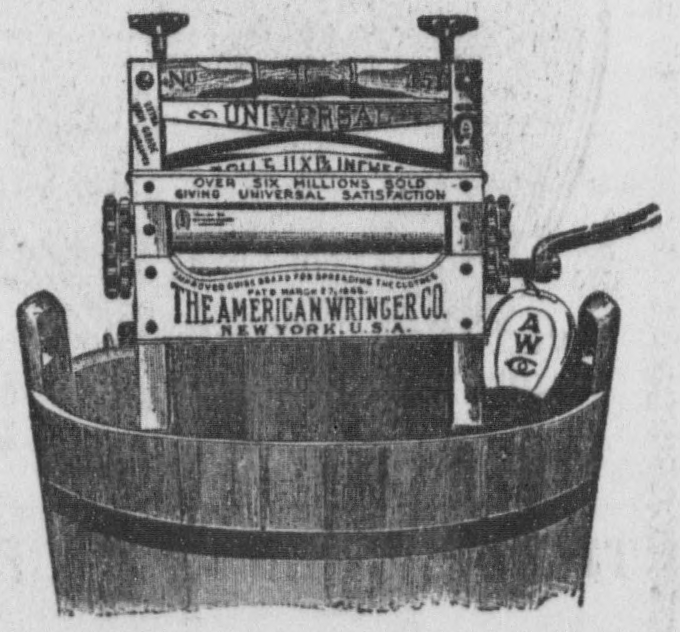
Приклад віджимача одягу, який використовувався протягом XIX століття

У 1800-х роках вона винайшла спеціальний тип віджимача одягу — машину, що мала два ролики в рамі, підключену до кривошипа. Одяг подавався між двома валиками, і в міру обертання кривошипа з одягу відтискалася вода. Віджимник для одягу виготовлявся з двох дерев’яних шпильок, які знаходяться одна на одній із закріплених кривошипом, щоб шпильки могли обертатись. Цей винахід з’явився в той час, коли не було безлічі способів прати одяг, крім ручного прання. Після скрабування білизни вручну на пральній дошці необхідно було віджати одяг також вручну і подати його до сушки. Елен зрозуміла, що повинен бути кращий спосіб віджати воду з одягу. Вона поринула в роздуми і придумала щось революційне у пранні одягу. Завдяки цьому винаходу, довгий процес прання спростився, немов диво того часу цей пристрій прийшов на заміну старому, довгому процесу прання. Це було дивовижним винаходом із оригінальною концепцією. Однак Еглін вирішила продати свій патент "білій людині, зацікавленій у виробництві продукту", за 18 доларів. У квітні 1890 року у випуску «Жінки-винахідниці» Еглін цитував слова: «Ви знаєте, я чорна, і якби було відомо, що жінка-негр запатентувала винахід, білі дами не купували б викрутку. Я боялася бути відомою через свій колір при введенні його на ринок, що є єдиною причиною". Покупець патенту продовжував отримувати значні фінансові нагороди. Її віджимник і сьогодні використовується для швабри.

## Пізніша робота
Після продажу своєї машини для видалення вологи з одягу вона залишалася з надією запатентувати другий пристрій. Еллен сама фінансувала цей винахід і хотіла отримати патент на нього, щоб люди могли знати, що "винахід створила чорношкіра жінка". Незважаючи на бажання виставити нову модель на Міжнародному жіночому конгресі винахідників, вона ніколи не продовжувала патентувати свою нову модель. Насправді немає інформації про те, що вона коли-небудь створювала цей винахід. Далі вона працювала клерком у переписній службі. Еглін була в рідкісному становищі винахідника, оскільки вона була однією з небагатьох афроамериканських жінок-винахідниць. Еллен Еглін створила фундамент для подальших жінок-винахідників, таких як мадам Сі Джей Уокер, а також Сари Бун. Хоча винахід Еглін став дуже успішним, все ще бракує джерел про події, що відбулися в її біографії.

## Зовнішні джерела
- Патент на вішалку для одягу від 1888 року [Архівовано 2 квітня 2016 у Wayback Machine.]
- Журнал, що демонструє Еллен Еглін